# Parroquias de Florida
Las Parroquias de Florida (en inglés: Florida Parishes, en francés: Paroisses de Floride), el lado este del río Misisipi que también se conoce como la región Northshore o la región Northlake, son ocho parroquias en la parte sureste del estado de Louisiana, que fueron parte de Florida Occidental en los siglos XVIII y principios del XIX. A diferencia de la mayor parte de Luisiana, esta región no formaba parte en 1803 de la compra  de Luisiana, ya que había estado bajo control británico y español los anteriores cuarenta años. Las parroquias son East Baton Rouge, East Feliciana, Livingston, St. Helena, St. Tammany, Tangipahoa, Washington y West Feliciana.
Los Estados Unidos se anexionaron de la mayor parte de Florida Occidental en 1810. Se incorporó rápidamente el área que se convirtió en las Parroquias de Florida en el territorio de Orleans, que se convirtió en el estado norteamericano de Louisiana en 1812.
En 1990, el estado de Louisiana designó formalmente la región como "la región histórica de la República de Florida Occidental, o las Parroquias de Florida. ("the Republic of West Florida Historic Region, or the Florida Parishes").

## Historia

The Bonnie Blue Flag de West Florida.

El área que se convirtió en la región de Parroquias de Florida fue en un tiempo parte de la Luisiana francesa. Después de la Guerra Francesa e India, sin embargo, la región, al igual que la mayor parte del resto de la Louisiana francesa al este del río Misisipi (con excepción de Nueva Orleans), paso a depender de Gran Bretaña. La región se convirtió en parte de la provincia colonial británica de Florida Occidental.
Tras la guerra revolucionaria americana, Florida Occidental fue objeto de una disputa fronteriza entre el recién formado Estados Unidos y España, que adquirió Florida occidental y Florida Oriental de los británicos después de la guerra. La disputa llevó a los colonos estadounidenses y británicos de la parte de Florida Occidental al oeste del río Perdido a declarar una independiente de República de Florida Occidental en 1810 y elegir a su líder, Fulwar Skipwith, como presidente. La República fue anexionada rápidamente por los Estados Unidos, y la actual Parroquias de Florida se incorporó en el Territorio de Orleans, que se unió a la Unión como el Estado de Louisiana en 1812. La bandera de la República de Florida Occidental, que a menudo se identifica con The Bonnie Blue Flag de la época de la Guerra Civil, ondea en muchos edificios públicos en las Parroquias de Florida. En 2006, la legislatura estatal la designó como «bandera oficial de la región histórica de la República de Florida Occidental»l ( Republic of West Florida Historic Region).
Las Parroquias de Florida en la Luisiana se extienden desde la frontera del estado de Misisipi en sus fronteras este y norte, hasta el río Misisipi en su frontera occidental, y el lago Pontchartrain en su frontera sur. La comunidad más poblada es el área metropolitana de Baton Rouge. La parroquia de St. Tammany es parte del área metropolitana de Nueva Orleans.
Las Parroquias tienen una superficie de 12 134,57 km²), el 10,755 % de la superficie terrestre del estado. Su población en el censo de 2000 era de 887 444 habitantes, o 19,858 % de la población del estado en ese tiempo.  Sus mayores comunidades son, por orden de población (censo 2000) descendente,  Baton Rouge, Slidell, Hammond, Shenandoah (CDP), Baker, Bogalusa, Zachary, Mandeville, Merrydale (CDP), Gardere (CDP), Denham Springs, Covington, Oak Hills Place (CDP) y Lacombe (CDP)
La Interstate 12,  que corre de este a oeste a través de la región de Northshore, ha sido designada oficialmente desde 1993 como «Vía parque de la República de West Florida» (Republic of West Florida Parkway).

## Parroquias
Las ocho parroquias que forman la región de Parroquias de Florida son las siguientes:
- East Baton Rouge
- East Feliciana
- Livingston
- St. Helena
- St. Tammany
- Tangipahoa
- Washington
- West Feliciana.